# Меда (Виченца)
Меда је насеље у Италији у округу Виченца, региону Венето.
Према процени из 2011. у насељу је живело 196 становника. Насеље се налази на надморској висини од 310 м.